# Ермакова, Надежда Дмитриевна
Надежда Дмитриевна Ермакова (1926 — 1980) — советский почтальон, Герой Социалистического Труда (1971).

## Биография
Родилась в 1926 году в селе Щербаки (на территории современного Усть-Таркского района Новосибирской области) в крестьянской семье.
С 1940 года Н. Д. Ермакова начала свою трудовую деятельность, в годы Великой Отечественной войны подростком трудилась в колхозе Усть-Таркского района.
С 1945 года работала в органах связи в должности почтальона Усть-Татаркского района. С 1953 года переехала в город Прокопьевск, где работала почтальоном пятого участка в центре города, где добивалась результатов работы на 150—160 процентов.
18 июля 1966 года Указом Президиума Верховного Совета СССР «за успехи достигнутые в выполнении семилетнего плана с 1959 по 1965 годы» Н. Д. Ермакова была награждена Орденом Знак Почёта.
С 1966 по 1970 годы за период восьмой пятилетки Н. Д. Ермаковой было доставлено адресатам более двух миллионов писем, газет и журналов, она продала марок и конвертов на четыре тысячи рублей.
4 мая 1971 года Указом Президиума Верховного Совета СССР «за выдающиеся успехи достигнутые в выполнении задания пятилетнего плана по развитию средств связи, телевидения и радиовещания» Надежда Дмитриевна Ермакова была удостоена звания Героя Социалистического Труда с вручением Ордена Ленина и золотой медали «Серп и Молот».
Четырежды Н. Д. Ермакова  избиралась депутатом Центрального районного Совета депутатов трудящихся.
Умерла 11 февраля 1980 года в городе Прокопьевске.

## Награды
- Медаль «Серп и Молот» (4.05.1971)
- Орден Ленина (4.05.1971)
- Орден Знак Почёта (18.07.1966)
- Медаль «За доблестный труд в Великой Отечественной войне 1941—1945 гг.»